# Robert Wodmanston
Robert Wodmanston (fl. 1460) foi cónego de Windsor de 1468 a 1469.

## Carreira
Ele foi nomeado:
- Prebendário de Santa Maria no Castelo, Hastings 1469

Ele foi nomeado para a oitava bancada na Capela de São Jorge, Castelo de Windsor em 1468 e manteve a canonaria até 1469.